# Alf Francis
Alf Francis, nato Alfons František Kowaleski o Alphons Kowalewski (Danzica, 18 giugno 1918 – Oklahoma City, 28 giugno 1983), è stato un ingegnere e progettista polacco naturalizzato britannico specializzato nelle vetture da competizione e da Formula 1.

## Biografia

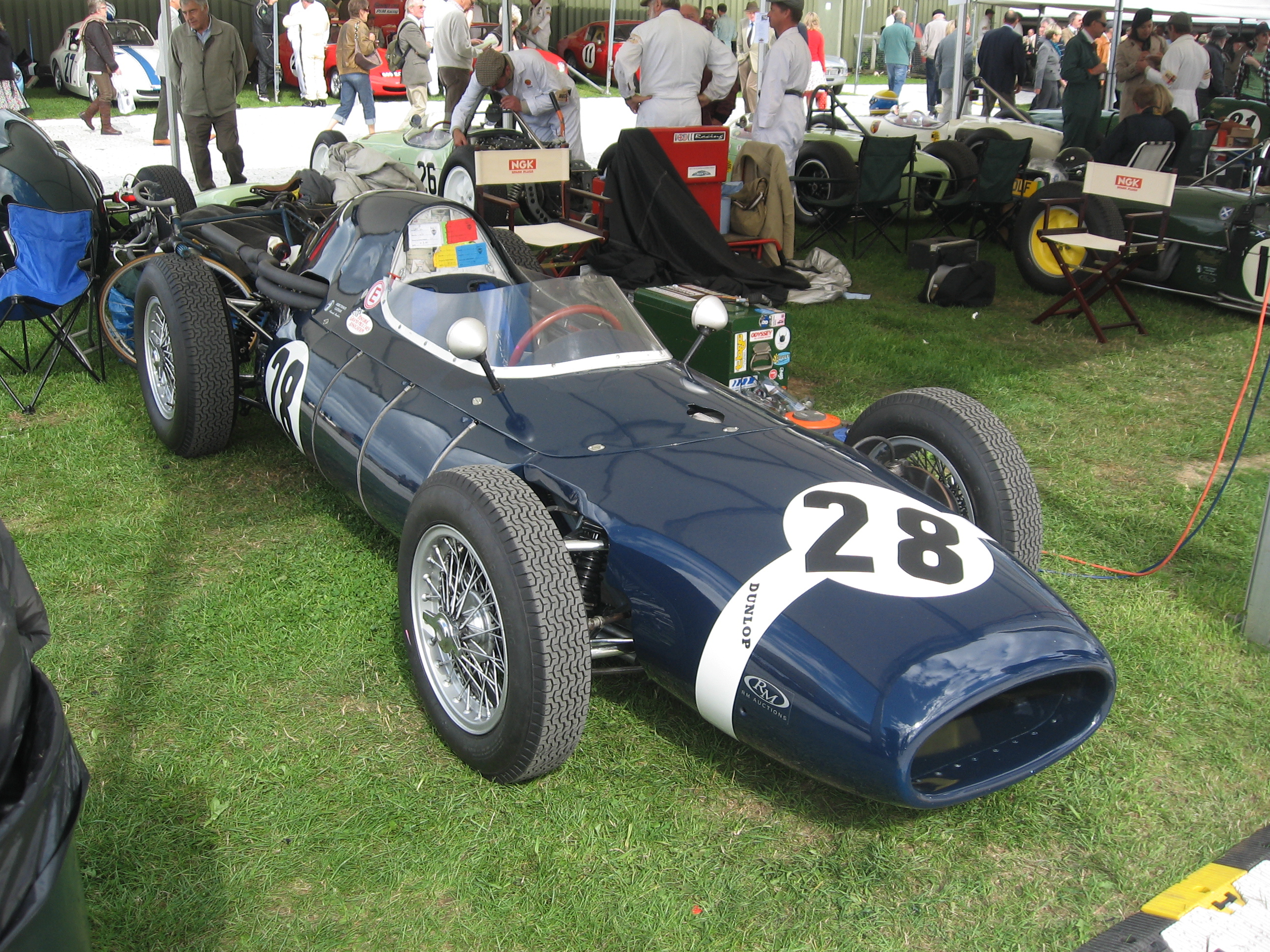
La monoposto di Formula 1 Walker Special progettata da Alf Francis nel 1960

Nacque a Danzica, durante la seconda guerra mondiale partì prima per il Portogallo, poi via mare a Liverpool nel Regno Unito, dove entrò a far parte della 1ª divisione corazzata polacca. Dopo la seconda guerra mondiale, cambiò la sua nazionalità in britannica e il suo nome in Alf Francis. Nel Regno Unito iniziò a lavorare nel 1950 dapprima con Jonh Heath come capo meccanico alla HMW e insieme progettarono una monoposto di Formula 2, che George Abecassis e Heath usarono alla "Lavant Cup" di Goodwood. In seguito divenne ingegnere e meccanicobdi pista per Stirling Moss e poi capo meccanico presso la Rob Walker Racing Team. Qui progettò e gestì molte vetture da Formula 1 come le Cooper-Climax e Lotus 18 e contribuì a sviluppare la monoposto di Formula 1 chiamata Walker Special. Tra gli 
anni cinquanta e sessanta e collaborò con l'ingegnere Valerio Colotti, diventando socio della Colotti-Francis e si trasferì in Italia. Negli anni sessanta progettò insieme a Alberto Massimino il motore Serenissima M166 montato su McLaren M2B.
Nel 1963 tornò in Inghilterra dove fu coinvolto nel progetto della Formula Uno Derrington-Francis, ma non andò a buon fine. Successivamente si trasferì negli Stati Uniti, dove continuò a costruire monoposto da corsa per categorie inferiori.

## Opere
- Racing Mechanic, con il giornalista Peter Lewis, 1957